# SMS König
La SMS König fu una nave da battaglia tipo dreadnought della Kaiserliche Marine, capoclasse della classe König. La König (Re in lingua tedesca) fu battezzata in onore del re Guglielmo II di Württemberg. Impostata nel 1911, fu varata il 1º marzo 1913. Completata subito dopo l'inizio della prima guerra mondiale, entrò in servizio nella Hochseeflotte il 9 agosto 1914.
Insieme alle altre tre navi della classe, SMS Grosser Kurfürst, SMS Markgraf, e SMS Kronprinz, la König prese parte alle più importanti azioni della flotta tedesca. Come avanguardia della linea di battaglia, il 31 maggio 1916, nella Battaglia dello Jutland, la König fu colpita dai cannoni di grosso calibro di molte navi britanniche e danneggiata. Nell'ottobre 1917, obbligò la corazzata pre-dreadnought Slava ad autoaffondarsi nella battaglia dello stretto di Muhu, che seguì l'Operazione Albion.
Alla fine della guerra, la König fu condotta insieme alla maggior parte della Hochseeflotte presso la base di Scapa Flow mentre venivano discusse le clausole del trattato di Versailles.
Il 21 giugno 1919 la flotta preferì autoaffondarsi che cadere in mani britanniche. Al contrario della maggior parte delle navi affondate a Scapa Flow, la König non fu mai recuperata, il relitto è ancora sul fondo della baia.

## Costruzione e caratteristiche

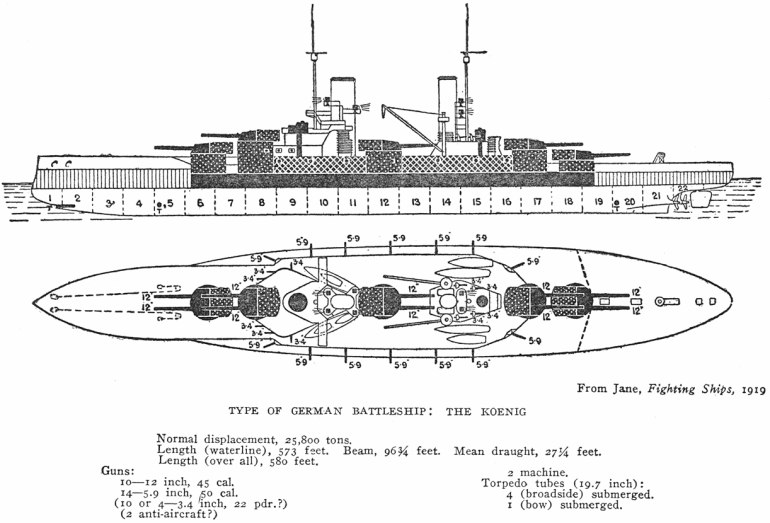
Pianta e profilo delle navi della classe König, da Jane's Fighting Ships 1919

La König, con il nome provvisorio "S", fu costruita nei cantieri imperiali (Kaiserliche Werft) di Wilhelmshaven, con il numero di cantiere 33. Fu impostata nel 1911 e varata dal cugino del kaiser, Alberto, il primo marzo 1913. I lavori di allestimento furono completati ed entrò in servizio nella flotta il 9 agosto 1914. Il costo complessivo della nave fu di 45 milioni di marchi
La König era lunga 174,7 m al galleggiamento e 175,4 m fuori tutto. Con un'altezza di 19.5 m, ed un pescaggio a prua di 9,19 m e di 9,0 m a poppa, era progettata per un dislocamento di 25.796 t, che passava, a pieno carico in assetto di battaglia, a 28.600 t.
Era equipaggiata con tre gruppi di turbine a vapore Parsons che sviluppavano 43.300 hp all'asse (32,3 MW), azionando tre eliche tripala, che consentivano una velocità massima di 21 nodi.
L'autonomia di progetto era di 8.000 miglia nautiche a 12 nodi, che scendeva a 4.000 miglia a 18 nodi. Il carico massimo di combustibile possibile era di 3.000 t di carbone e 600 t di nafta.

### Armamento
La König era dotata di una batteria principale composta da dieci cannoni da 305 mm 30,5 cm SK L/50 in cinque torrette binate. Due torrette erano montate su due livelli, a prua sulla sovrastruttura principale, la terza sulla mezzeria, a centronave, fra i due fumaioli e la quarta e la quinta erano poste a poppa, montate su due livelli come quelle di prua. Questa configurazione permetteva un settore di tiro di bordata più ampio della precedente classe Kaiser.
Le batterie secondarie erano costituite da quattordici cannoni da 150 mm 15 cm SK L/45 a tiro rapido montati in casematte.
Erano inoltre presenti sei cannoni da 88 mm 8,8 cm SK L/45 a tiro rapido, montati in casamatta su entrambi i lati della torre comando anteriore e diretti verso prua. Questi vennero successivamente rimossi e sostituiti da quattro cannoni antiaerei da 88 mm SK L/45, che furono montati ai lati della torre di comando di poppa.
Era equipaggiata anche con cinque tubi lanciasiluri da 500 mm posti sotto la linea di galleggiamento, uno a prua e gli altri quattro su i due lati di bordata.

## Servizio
Subito dopo l'entrata in servizio, la König condusse delle prove in mare, che furono ultimate per il 23 novembre 1914. Dopo le prove divenne l'ammiraglia del III. Geschwader (IIIª squadra da battaglia) della Hochseeflotte, costituendo, con le altre tre navi della sua classe, la V. Division (Va divisione).
L'equipaggio standard era di 41 ufficiali e 1.095 marinai; ma per il suo ruolo di ammiraglia di squadra aveva 14 ufficiali e 68 marinai in più.
Il 9 dicembre, la König si arenò nelle bocche di Wilhelmshaven. La nave gemella Grosser Kurfürst, che la seguiva direttamente, la speronò di poppa causando lievi danni. La König fu recuperata e rientrò nel porto di Wilhelmshaven; le riparazioni durarono fino al 2 gennaio 1915.

### Operazioni nel Mare del Nord
La König prese parte a molte sortite in supporto alla squadra, il I.Aufklärungsgruppe, di incrociatori da battaglia condotta dal contrammiraglio Franz von Hipper; ma, per i danni subiti il 9 dicembre, arenandosi fuori dal porto di Wilhelmshaven, la nave non partecipò al bombardamento di Scarborough, Hartlepool e Whitby il 15-16 dicembre 1914, tentativo di attirare una parte della flotta britannica per distruggerla in combattimento. Il gennaio 22 1915, la König ed il resto della sua squadra, il III. Geschwader, furono distaccate dalla flotta per condurre delle manovre di addestramento al tiro ed alle torpedini nel Mar Baltico. Tornarono nel Mare del Nord il 11 febbraio, troppo tardi per partecipare con il I. Aufklärungsgruppe alla battaglia di Dogger Bank (1915).
La König prese poi parte a molte incursioni della flotta tedesca nel Mare del Nord. Il 29 marzo, condusse la flotta tedesca al largo di Terschelling. Tre settimane dopo, il 17–18 aprile, fece da supporto all'azione degli incrociatori leggeri del II. Aufklärungsgruppe che rilasciarono delle mine a sullo Swarte Bank (un bassofondo al largo di Yarmouth). Un'altra sortita della flotta fu effettuata il 22 aprile, ancora con la König in testa. Il 23 aprile, il III. Geschwader ritornò nel Baltico per un altro ciclo di manovre che durò fino al 10 maggio. Un'altra missione di minamento fu eseguita dal II. Aufklärungsgruppe il 17 maggio, con sempre il supporto delle navi da battaglia.
La König partecipò alla sortita della Hochseeflotte del 29 e 31 maggio che si concluse senza combattimenti. Fu successivamente brevemente assegnata alla ricognizione difensiva delle coste tedesche. Si arenò di nuovo il 6 luglio, ma con minimi danni. Fece da scorta ad un'altra operazione di minamento l'11–12 settembre al largo di Texel. Seguì un'altra sortita della flotta il 23–24 ottobre; dopo il rientro, la König fu mandata in carenaggio per manutenzione, ritornò alla flotta per il 4 novembre. La nave tornò nel Baltico per effettuare altre manovre di addestramento fra il 5 ed il 20 dicembre. Nel viaggio di ritorno, si danneggiò leggermente toccando una secca nel Canale Kaiser Wilhelm durante una tempesta di neve. La König fu di nuovo nel Baltico per addestramento dal 17 gennaio 1916, per poi tornare, il 24 gennaio, nel Mare del Nord. Seguirono due sortite con la flotta il 5-6 marzo ed il 21–22 aprile.
La König prese parte ad un altro attacco conto la costa inglese, ancora in supporto all'azione degli incrociatori da battaglia del I. Aufklärungsgruppe. Gli incrociatori lasciarono l'estuario dello Jade alle 10:55 del 24 aprile 1916, ed il resto della Hochseeflotte seguì alle 13:40. L'incrociatore da battaglia Seydlitz urtò una mina sulla rotta di avvicinamento all'obiettivo, e dovette ritirarsi. Gli altri incrociatori da battaglia bombardarono la città di Lowestoft senza inconvenienti, ma durante l'avvicinamento a Yarmouth, incontrarono gli incrociatori britannici della Harwich Force. Si svolse un breve scambio di artiglieria interrotto dalla ritirata della Harwich Force. Segnalazioni dell'attività dei sommergibili britannici nell'area convinsero al ritiro del I. Aufklärungsgruppe. A questo punto, l'ammiraglio Reinhard Scheer, che era stato avvertito dell'uscita della Grand Fleet dalla sua base di Scapa Flow, decise il ritiro della flotta in acque tedesche. La König fu successivamente inviata nel Baltico per ulteriori esercitazioni, compresi le prove di tiro con torpedini al largo davanti alle coste del Meclemburgo.

### Battaglia dello Jutland

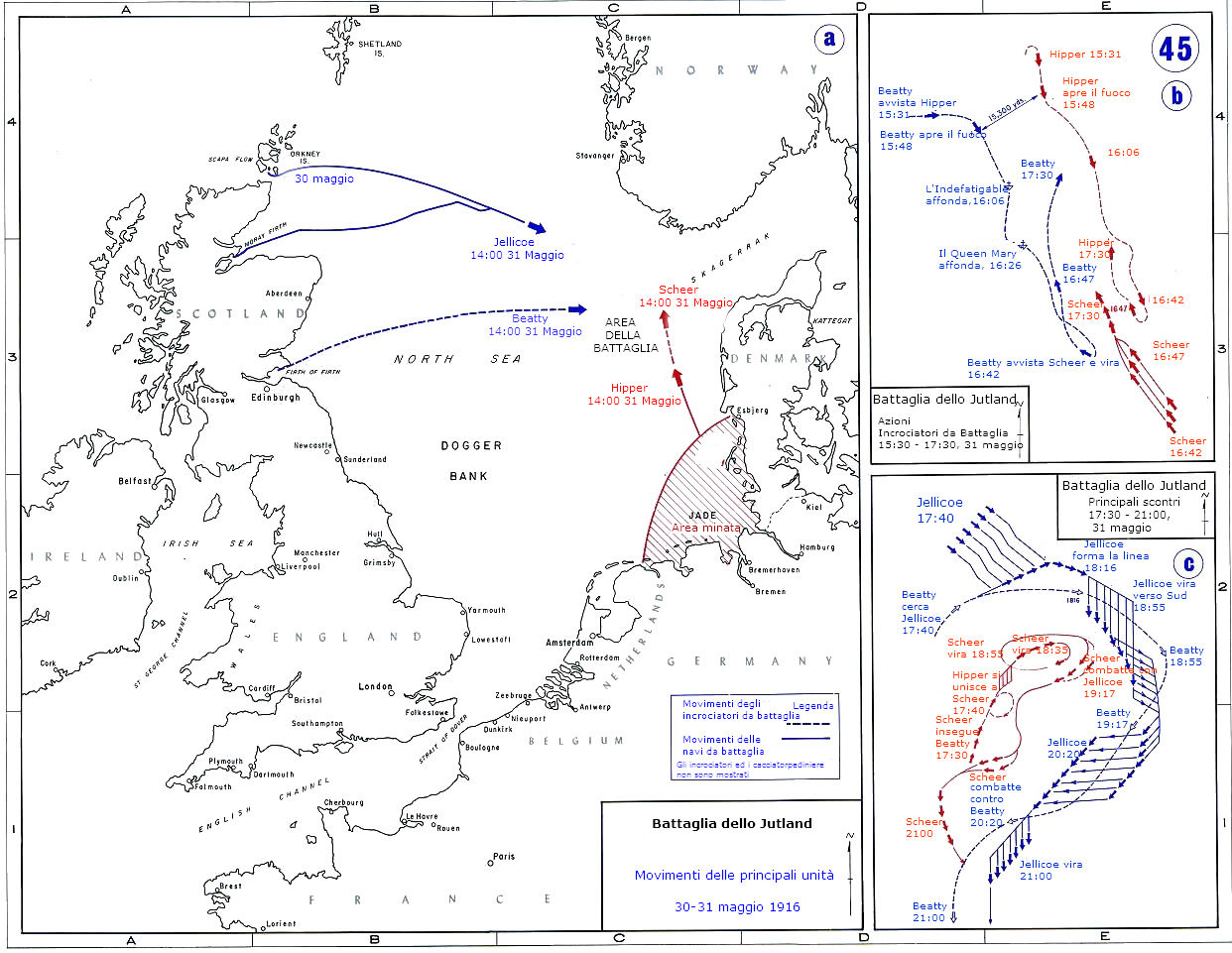
Schema della battaglia dello Jutland

La König partecipò all'azione navale che portò alla battaglia dello Jutland del 31 maggio e primo giugno 1916. L'operazione aveva ancora lo scopo di attrarre una parte della Grand Fleet per annientarla in battaglia prima dell'intervento del grosso della flotta. La König, la Grosser Kurfürst, la Markgraf, e la Kronprinz costituivano la V Division del III. Geschwader (5ª divisione della 3ª squadra da battaglia) ed erano l'avanguardia della flotta. Il III. Geschwader costituiva la prima di tre unità; subito dopo seguivano le navi della classe Kaiser che formavano la VI Division, III. Geschwader. A poppavia delle navi della classe Kaiser seguivano le navi della classe Helgoland e Nassau del I.Geschwader; la retroguardia era tenuta dalle vecchie pre-dreadnought della classe Deutschland appartenenti al I. Geschwader.
Poco prima delle ore 16:00 CET, gli incrociatori da battaglia del I. Aufklärungsgruppe incontrarono le navi omologhe del 1st Battlecruiser Squadron (1ª squadra incrociatori da battaglia), al comando di David Beatty. Iniziò un duello di artiglierie che portò alla distruzione dell'HMS Indefatigable, poco dopo le 17:00, e del Queen Mary, meno di mezz'ora dopo. A questo punto, gli incrociatori da battaglia tedeschi facevano rotta verso Sud per attirare le navi britanniche verso il grosso della Hochseeflotte. Per le 17:30, la König, la nave da battaglia tedesca in avanguardia, avvistò sia il I. Aufklärungsgruppe sia il 1st Battlecruiser Squadron in avvicinamento. Gli incrociatori da battaglia tedeschi dirigevano a dritta della König mentre le navi britanniche erano sul lato di sinistra. Alle 17:45, Scheer ordinò una virata di due quarte a dritta per avvicinare le sue navi agli incrociatori britannici, e un minuto dopo, alle 17:46, fu dato l'ordine di aprire il fuoco.

König, Grosser Kurfürst e Markgraf furono le prime a raggiungere la distanza di tiro e concentrarono il fuoco sull'incrociatore da battaglia Lion, Princess Royal, e Tiger, rispettivamente, ad una distanza di 19.200 m (21.000 yarde). La prima salva della König cadde corta rispetto al bersaglio, e così diresse il tiro contro la nave britannica più vicina, il Tiger. Contemporaneamente le navi della classe König iniziarono a far fuoco contro i cacciatorpediniere Nestor e Nicator. I due caccia si avvicinarono alla linea tedesca e subendo una tempesta di fuoco, manovrarono per raggiungere una buona posizione per il lancio dei siluri. Entrambe le navi lanciarono due siluri contro la König e la Grosser Kurfürst, tutti e quattro i siluri mancarono i bersagli. Uno dei cannoni secondari di una delle due navi tedesche colpì il Nestor e distrusse la sua sala macchine. La nave, insieme al cacciatorpediniere Nomad, rimase alla deriva sulla rotta della flotta tedesca. Entrambi i cacciatorpediniere vennero affondati, ma le torpediniere tedesche si fermarono a raccogliere i superstiti. Intorno alle 18:00, le quattro navi della classe König spostarono il fuoco sulle sopraggiungenti navi della classe Queen Elizabeth del V Battle Squadron, la König prima mise sotto tiro la Barham finché non fu fuori tiro, per passare a colpire la Valiant, ma il fuoco durò pochi minuti prima che la distanza fra le navi aumentasse oltre quella di tiro utile.
Poco dopo le 19:00, l'incrociatore tedesco Wiesbaden venne immobilizzato da un colpo dell'HMS Invincible; Il contrammiraglio Behncke sulla König cercò di manovrare le sue navi nel tentativo di coprire l'incrociatore danneggiato. Contemporaneamente le navi britanniche del III e del IV Light Cruiser Squadron iniziarono un attacco con i siluri contro la linea tedesca; mentre avanzavano per raggiungere la distanza di tiro per i siluri, colpirono il Wiesbaden con le loro batterie. Le navi della classe König svilupparono un pesante bombardamento contro gli incrociatori britannici, che però non si ritirarono. Nella successiva mischia, l'incrociatore corazzato britannico Defence fu colpito da diversi proietti di grosso calibro delle navi da battaglia tedesche. Uno di essi penetrò la santabarbara distruggendo in una esplosione l'incrociatore.

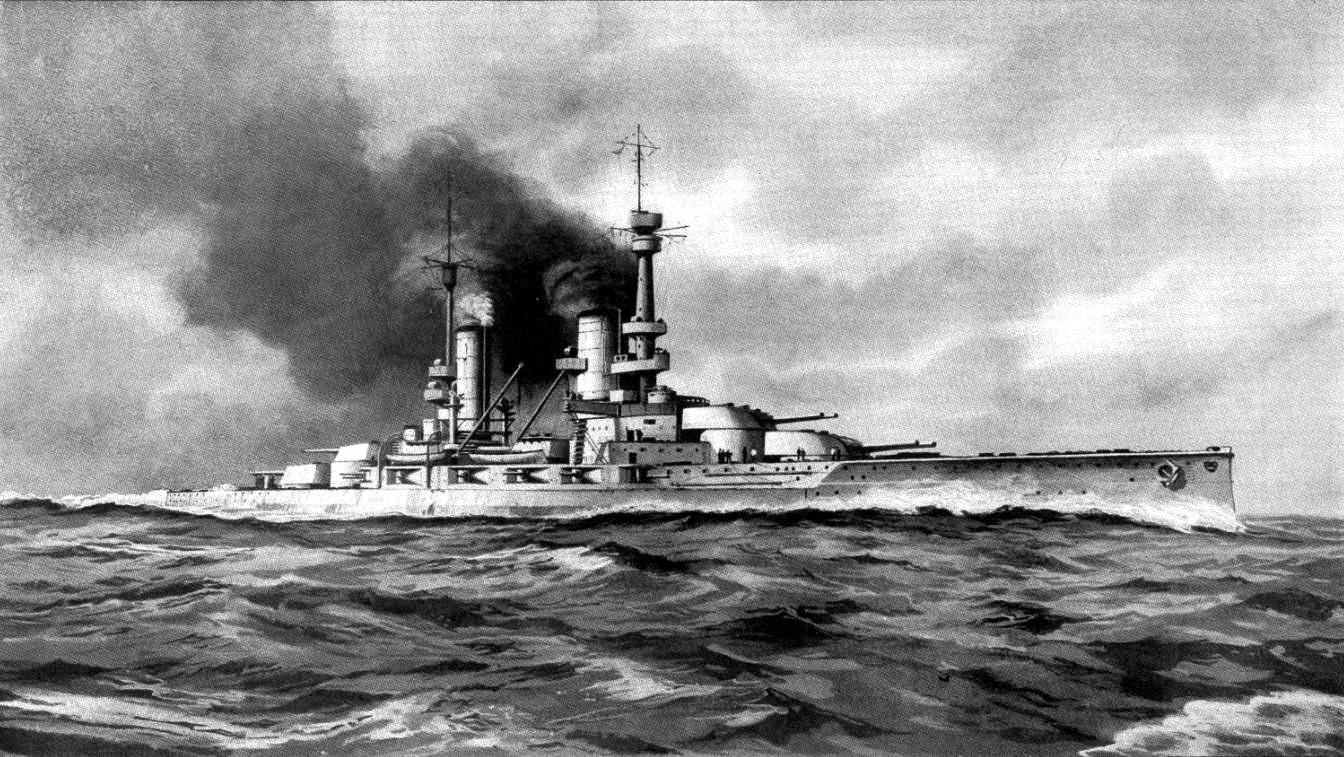
Illustrazione della SMS König creata per la Royal Navy

Poco dopo, alle 19:20, la König entrò di nuovo a portata di tiro della HMS Warspite e aprì il fuoco contro di essa. In supporto intervennero la SMS Friedrich der Grosse, SMS Ostfriesland, SMS Helgoland e la SMS Thüringen. Comunque, la König perse rapidamente contatto con laWarspite, poiché stava virando verso est nord-est. Quasi simultaneamente gli incrociatori leggeri e i cacciatorpediniere britannici cercarono di attaccare con i siluri le navi dell'avanguardia tedesca, tra cui la König. In breve, l'intera linea di battaglia britannica raggiunse a distanza di tiro le navi tedesche; alle 19:30 le navi da battaglia britanniche aprirono il fuoco contro la squadra degli incrociatori da battaglia tedeschi e le navi della classe König. La König subì in intenso bombardamento in questa fase della battaglia. In cinque minuti, la HMS Iron Duke sparò 9 bordate contro la König da una distanza di 11.000  m (12,000  iarde); solo un proietto colpì la nave. Il proiettile da 350 mm (13,5  pollici) colpì la torre di comando di prua ma non penetrò la spessa corazza e rimbalzò esplodendo 45 m oltre la nave. Il contrammiraglio Behncke rimase ferito, ma rimase al comando della sua nave. La nave rimase coperta dal fumo che gli garantì una pausa dal fuoco nemico.
Per le 20:00, la flotta tedesca virò verso est per sganciarsi dal fuoco di quella britannica. LaKönig, in testa, completò la virata e ridusse la velocità per permettere alle altre navi di raggiungere la formazione. Subito dopo, quattro incrociatori leggeri britannici ripresero l'attacco contro il Wiesbaden immobilizzato; Le navi da battaglia tedesche dell'avanguardia, tra cui la König, aprirono il fuoco sugli incrociatori nel tentativo di fermarne l'azione. Le navi da battaglia britanniche erano riuscite a virare verso sud ed erano quai riuscite ad effettuare il taglio della T contro la linea tedesca. Per contrastare questa manovra, l'ammiraglio Scheer ordinò una virata di 16 quarte verso sud ed inviò gli incrociatori da battaglia di Hipper contro la flotta britannica. Durante la virata, la König fu colpita da un proietto da 350 mm della Iron Duke che la colpì appena dopo la torretta di poppa. La nave subì gravi danni strutturali e molti compartimenti furono invasi dal fumo. Durante la virata a dritta, il vice ammiraglio Schmidt, comandante della I. Geschwader, decise di far virare le sue navi immediatamente, invece di seguire le navi che lo precedevano. Questo causò una notevole confusione e portò al rischio di collisioni e molte navi tedesche dovettero ridurre la velocità ponendo la flotta in grave pericolo. Nel tentativo di ridurre il pericolo, la König virò a sinistra rilasciando una cortina fumogena.

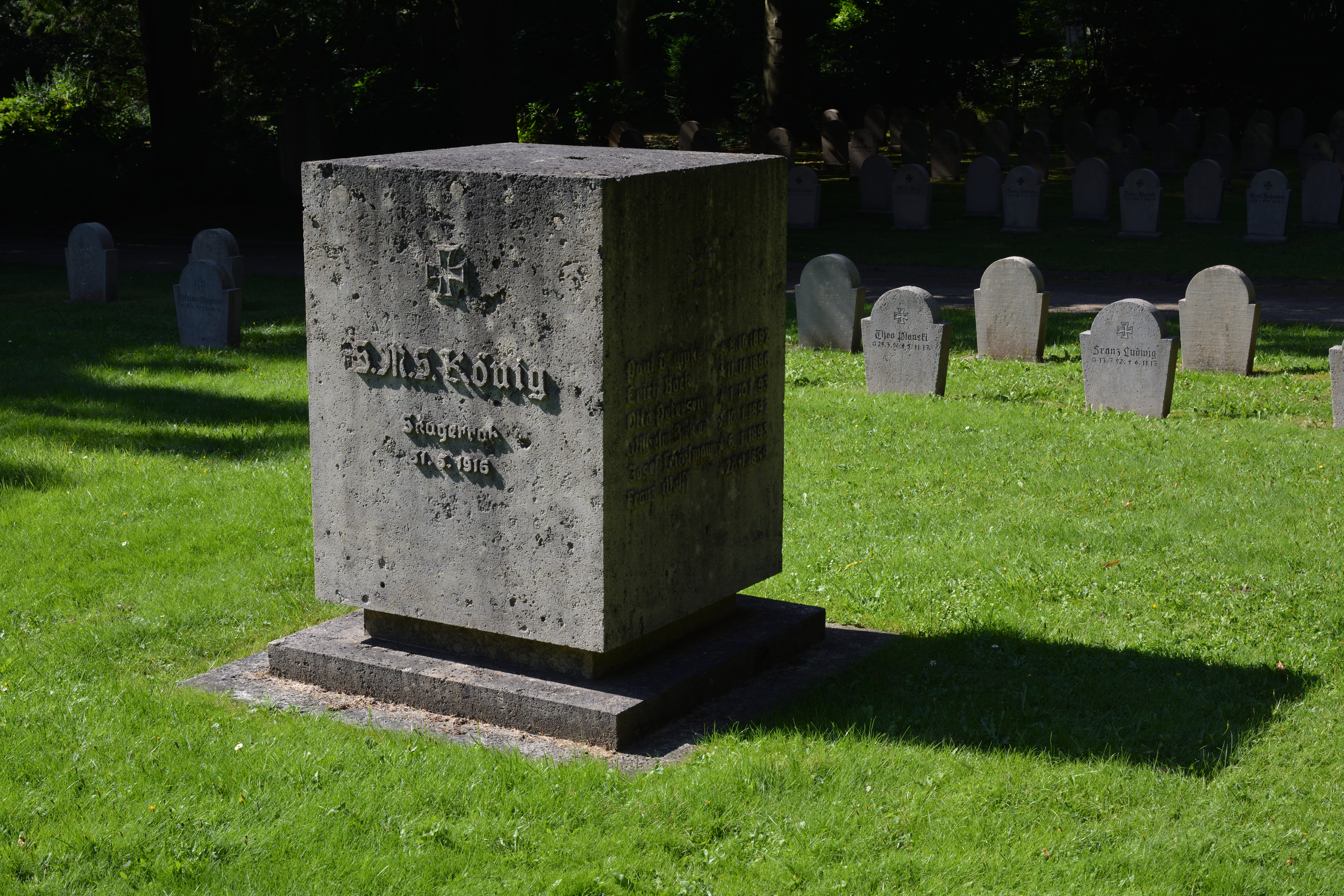
Cippo commemorativo dei caduti della König al cimitero di Kiel

Durante la battaglia, la König subì gravi danni. Un proietto di grosso calibro penetrò il ponte corazzato a prua. Un altro colpo colpì la murata deformando la corazza di 1,5 m all'interno. Schegge penetrarono nelle casematte dei cannoni secondari da 150 mm due delle quali furono messe fuori uso. Le santabarbara di questi due cannoni presero fuoco e dovettero essere allagate. Per mantenere l'assetto altri compartimenti furono allagati, 1.600 t di acqua entrarono nello scafo sia per i danni sia per gli allagamenti effettuati per bilanciare la nave. Nonostante questi danni la nave poté mantenere la velocità del resto della linea tedesca e mantenne in funzione le sue batterie principali. Per questi allagamenti la nave divenne troppo bassa sull'acqua per passare sulle secche di Amrum Bank fino alle 09:30 del 1 giugno. La König fu rimorchiata a Kielper le prime riparazioni, poiché era l'unico cantiere ad avere un bacino di carenaggio sufficientemente grande. Le riparazioni furono condotte tra il 4 e il 18 giugno, per poi essere completati presso i cantieri di Howaldtswerke. La König fu in grado di riunirsi alla flotta per il 21 luglio. Nella battaglia ebbe 45 caduti e 27 feriti, tra le navi da battaglia tedesche ebbe il maggior numero di perdite nella battaglia.

### Operazioni successive
Dopo le riparazioni, la König fu inviata nel Baltico per addestramento, dalla fine di luglio fino all'inizio di agosto, per il 5 agosto la König tornò nel Mare del Nord. La Hochseeflotte organizzò una sortita in forze per il 18–20 agosto, con la König ancora in avanguardia. Il I. Aufklärungsgruppe avrebbe dovuto bombardare la città costiera inglese di Sunderland, nel tentativo di attirare e distruggere la squadra degli incrociatori da battaglia di David Beatty. Dato che il SMS Von der Tann ed il SMS Moltke erano i soli incrociatori da battaglia in condizioni operative, la nuova nave da battaglia, SMS Bayern e le due pari classe della König, la Markgraf e la Grosser Kurfürst, furono temporaneamente distaccate al I. Aufklärungsgruppe per la missione. L'ammiraglio Scheer con il resto della Hochseeflotte avrebbe seguito in copertura. La Royal Navy venne a conoscenza della sortita e fece salpare la Grand fleet per intercettare le navi tedesche. Alle 14:35, Scheer fu avvisato dell'avvicinarsi delle navi britanniche, e non volendo affrontare di nuovo l'intera flotta britannica appena 11 settimane dopo la battaglia dello Jutland, si ritirò verso i porti tedeschi.
La König rimase in porto fino al 21 ottobre, quando la nave fu inviata nel Mar baltico per addestramento. La nave tornò in linea con la flotta per il 3 novembre. La König ed il resto del III. Geschwader furono inviate ad incrociare al largo delle secche di Horns Rev (costa ovest della Danimarca) il 5 e 6 novembre. Fu successivamente assegnata a vari compiti, tra cui la sorveglianza del Golfo di Germania (parte sud est del mare del Nord) e la scorta dei convogli nel Mar Baltico. Nel 1917 effettuò diverse missioni di addestramento nel Baltico tra il 22 febbraio ed il 4 marzo; tra il 14 ed il 22 marzo e tra il 17 maggio ed il 9 giugno. Tornò quindi a Wilhelmshaven per manutenzione il 16 giugno. L'installazione di un nuovo grande albero tripode di prua e altri lavori durarono fino al 21 luglio. Il 10 settembre, la König fu di nuovo nel Baltico per le manovre.

### Operazione Albion
Agli inizi di settembre del 1917, in seguito alla conquista tedesca del porto di Riga, la marina imperiale tedesca decise di eliminare le forze navali russe che ancora tenevano il golfo di Riga. Per questo obiettivo lo Admiralstab (lo Stato Maggiore della Marina) pianificò un'operazione per la conquista delle isole baltiche di Ösel, in particolare le batterie costiere russe sulla penisola di Sworbe (Sõrve). Il 18 settembre fu dato l'ordine per l'inizio delle operazioni aeronavali per l'invasione delle isole di Ösel (nome tedesco di Saaremaa) e di Muhu; le unità navali principali erano guidate dall'ammiraglia della task force, la SMS Moltke, affiancata dal III. Geschwader della Hochseeflotte che comprendeva la V. Division composta dalle tre navi della classe König, ed era stata rinforzata con la nuova nave da battaglia SMS Bayern, la VI. Division formata dalle cinque navi della classe Kaiser. Insieme ad esse completavano la flotta nove incrociatori leggeri, tre flottiglie di torpediniere, decine di posamine e dragamine, l'intera task force comprendeva circa 300 navi ed era supportata da 100 aerei e sei dirigibili. La forze terrestri ammontavano a circa 24.600 tra soldati ed ufficiali. Contro le forze tedesche i russi opponevano le vecchie pre-dreadnought Slava e Tsesarevitch, l'incrociatore corazzato Bayan, l'Admiral Makarov, ed il Diana, 26 cacciatorpediniere, e molte torpediniere e cannoniere. La guarnigione sull'isola di Ösel aveva una forza di circa 14.000 uomini.

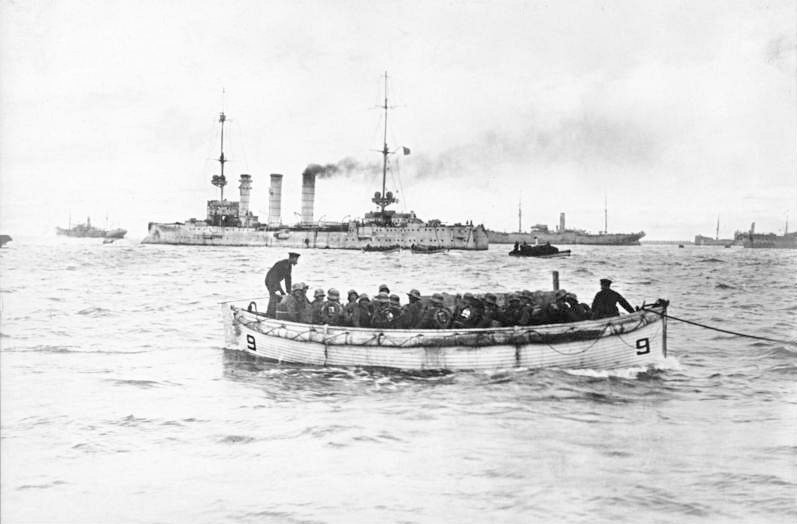
Truppe tedesche sbarcano sull'isola di Ösel

La König partì da Kiel il 23 settembre per la baia di Pucka (parte est della baia di Danzica), dove rimase fino al 10 ottobre. L'operazione iniziò il 12 ottobre; alle 03:00 la König gettò le ancore davanti all'isola di Ösel nella baia di Tagga ed iniziò a sbarcare le truppe che aveva a bordo. Alle 05:50, aprì il fuoco sulle batterie costiere russe della baia di Tagalaht nel golfo di Riga, seguita dalla Moltke e la Bayern. Contemporaneamente, le navi della classe Kaiser attaccarono le difese dell'isola di Saaremaa, in particolare le batterie sulla penisola di Sõrve (promontorio dell'isola di Saaremaa); l'obiettivo era controllare il transito nel canale fra le isole di Moon e Dagö, unica via di fuga delle unità navali russe. Sia la Grosser Kurfürst che la Bayern urtarono delle mine mentre bombardavano i loro obiettivi; la prima ebbe pochi danni, mentre la Bayern fu gravemente danneggiata; le navi dovettero ritirarsi a Kiel per le riparazioni. Alle17:30, la König lasciò l'area per rifornirsi; Tornò in azione nello stretto di Irben il 15 ottobre.
Il 16 ottobre fu deciso di inviare una parte della flotta per eliminare le forze navali russe nello stretto di Muhu; fra queste c'erano le due navi da battaglia russe. Per questo scopo, la König e la Kronprinz, con gli incrociatori SMS Strassburg e SMS Kolberg, insieme ad ampio numero di naviglio sottile, furono inviate contro le due navi russe. Arrivarono la mattina del 17 ottobre, ma un profondo campo minato russo rallentò momentaneamente l'azione tedesca. Le navi tedesche ebbero una brutta sorpresa scoprendo che i cannoni da 305 mm delle navi russe avevano una gittata utile superiore ai pari calibro tedeschi. Le navi russe riuscirono a mantenersi a distanza di tiro senza essere colpite dalle navi tedesche che furono costrette a manovre evasive per evitare le bordate russe. Comunque per le 10:00, i dragamine riuscirono ad aprire un varco nel campo minato e la König con la Kronprinz penetrarono nello stretto; La König duellò con la Slava e la Kronprinz tirò contro la Slava e l'incrociatore Bayan. Le navi russe furono colpite da decine di proietti, finché alle 10:30 il comandante russo, l'ammiraglio Bakhirev, ordinò la ritirata. La Slava aveva troppi danni, e non era in grado di ritirarsi, così si autoaffondò e l'equipaggio fu messo in salvo su di un cacciatorpediniere. Dopo lo scontro, la König bombardò le batterie costiere di Woi e Werder.
Per il 20 ottobre, le operazioni navali erano cessate definitivamente, le navi russe erano state distrutte o messe in fuga, e le forze di terra avevano raggiunto i loro obiettivi. Comunque il 29 ottobre la Markgraf urtò una mina mentre si ritirava dal golfo di Riga.
Il 20 ottobre, la König fu rimorchiata da un dragamine nel canale di Kuiwast. La König trasferì le truppe sull'isola di Schildaum che fu occupata dai tedeschi. A questo punto l'azione si stava esaurendo; Moon, Ösel, e Dagö erano state conquistate dai tedeschi. Il giorno precedente l'Admiralstab (l'ammiragliato tedesco) aveva ordinato la fine delle operazioni navali ed il ritorno delle navi presso la Hochseeflotte. Nel viaggio di ritorno, la König urtò lo scafo su di un bassofondo. La nave fu riparata a Kiel; i lavori durarono fino al 17 novembre.

### Ultime azioni
Dopo il ritorno dal Mar Baltico la König fu assegnata alla ricognizione nel Mare del Nord in supporto dei dragamine. Tornò il 22 dicembre nel Baltico per addestramento, che durò fino all'8 gennaio 1918. Un'altra sessione di addestramento fu condotta nel Baltico tra il 23 febbraio ed l'11 marzo. Il 20 aprile la König uscì dal porto per assistere le pattuglie di naviglio sottile tedesche che erano state assalite dalle navi britanniche. La nave prese poi parte alla missione contro i convogli alleati nel Mare del Nord, tra la Gran Bretagna e la Norvegia condotta fra il 23 ed il 25 aprile, che fu interrotta per le avarie meccaniche subite dalla SMS Moltke. Il 30 maggio la König si arenò per poche ore in una secca a nord dell'isola di Helgoland. Due mesi dopo, il 31 luglio, la König ed il resto del III. Geschwader scortarono un'unità di dragamine nel Mare del Nord. Ritornò nel Baltico per esercitazioni fra il 7 e 18 agosto, per poi tornare nel Mare del Nord. La König condusse la sua ultima missione di addestramento nel Baltico fra il 28 settembre ed il primo ottobre.
Avrebbe dovuto partecipare all'ultima azione della Hochseeflotte. Dalla base di Wilhelmshaven, la flotta tedesca, si sarebbe diretta in forze contro le coste inglesi per affrontare la Grand Fleet; Scheer —ora il Großadmiral della flotta— si proponeva di infliggere il massimo dei danni alla flotta britannica, per ottenere migliori condizioni di resa, sacrificando la flotta tedesca. Ma, mentre la flotta si riuniva a Wilhelmshaven, i marinai, stanchi della guerra, iniziarono a disertare in massa. Mentre la Von der Tann e la Derfflinger passavano attraverso le chiuse che dividevano il porto interno di Wilhelmshaven e i canali esterni, circa 300 uomini, da entrambe le navi, si calarono dalle murate e scapparono sulle rive.
Il 24 ottobre 1918, fu dato l'ordine di salpare da Wilhelmshaven. Dalla notte del 29 ottobre, i marinai di numerose navi si ammutinarono; tre navi del III. Geschwader si rifiutarono di levare le ancore, ed atti di sabotaggio si verificarono a bordo delle navi da battaglia SMS Thüringen e SMS Helgoland. L'ordine di partenza fu ritirato di fronte alla rivolta. Nel primo novembre 1918, iniziò la rivoluzione tedesca che portò all'Armistizio, decretando la fine della guerra. Durante gli ammutinamenti il capitano della König fu ferito tre volte ed il suo primo ufficiale come il suo aiutante furono uccisi.

### Destino finale

Mappa della posizione dei relitti delle navi affondate a Scapa Flow, la König è contrassegnata con il numero 7;click per ingrandire

In seguito alla resa della Germania nel novembre 1918, la maggior parte della Hochseeflotte, sotto il comando del contrammiraglio Ludwig von Reuter, furono condotte presso la base navale britannica di Scapa Flow. Prima della partenza della flotta tedesca, l'ammiraglio Adolf von Trotha esplicitò a von Reuter che, in ogni caso, le navi non potevano essere consegnate agli Alleati. La flotta tedesca si incontrò con l'incrociatore leggero britannico HMS Cardiff, che la portò verso la grande scorta di navi alleate che doveva condurla fino a Scapa Flow. La flotta alleata era composta da circa 370 navi britanniche, statunitensi e francesi. Una volta confinate a Scapa Flow, alle navi furono rimossi gli otturatori dei cannoni per renderli inservibili.
La König, per un'avaria alle macchine, non seguì il resto della flotta, ma la raggiunse a Scapa Flow il 6 dicembre.
La flotta rimase prigioniera durante i negoziati che condussero alla firma del trattato di Versailles. Von Reuter riteneva che la Royal Navy si sarebbe impossessata delle navi per il 21 giugno, che era la scadenza imposta alla Germania per la firma del trattato. Non essendo a conoscenza della proroga concessa fino al 23, Reuter decise di dare l'ordine di affondare le navi. La mattina del 21 giugno, la flotta britannica lasciò Scapa Flow per condurre delle esercitazioni in mare, e alle 11:20 Reuter trasmise l'ordine alle sue navi. La König affondò alle 14:00; la nave non fu mai recuperata, al contrario della maggior parte delle altre navi tedesche. I diritti di recupero furono venduti alla Gran Bretagna nel 1962.
La nave è un sito noto per le immersioni subacquee a Scapa Flow, adagiata su di un fondale sabbioso a 40 m di profondità a est dell'isola di Cava. La nave risulta capovolta con lo scafo rivolto verso la superficie a 20 m di profondità. Sono osservabili diverse aperture nelle sovrastrutture procurate nel tempo da chi ha sottratto dal relitto i metalli non ferrosi.

### Riferimenti
1. 1 2 3  Gröner, p. 27.
2. ↑  Rüger, pp. 147-148.
3. 1 2  Gröner, p. 28.
4. ↑  Gröner, p. 27.
5. ↑  Gröner, p. 27.
6. 1 2 3 4  Gröner, p. 28.
7. ↑  Gardiner & Gray, p. 147.
8. ↑  NavWeaps (15 cm/45)
9. 1 2 3 4 5 6  Staff, p. 29.
10. ↑  Tarrant, p. 286.
11. ↑  Tarrant, pp. 31-33.
12. ↑  Staff, pp. 29-30.
13. 1 2 3 4 5  Staff, p. 30.
14. ↑  Tarrant, p. 53.
15. ↑  Tarrant, p. 54.
16. ↑  Tarrant, p. 286.
17. ↑  Tarrant, pp. 94-95.
18. ↑  Tarrant, pp. 100-101.
19. ↑  Tarrant, p. 110.
20. ↑  Tarrant, pp. 110-111.
21. ↑  Tarrant, p. 111.
22. ↑  Tarrant, p. 114.
23. ↑  Tarrant, p. 116.
24. ↑  Tarrant, p. 137.
25. ↑  Tarrant, p. 138.
26. ↑  Tarrant, p. 140.
27. ↑  Tarrant, pp. 142-143.
28. ↑  Tarrant, p. 145.
29. ↑  Tarrant, p. 169.
30. ↑  Tarrant, p. 173.
31. ↑  Tarrant, p. 175.
32. ↑  Tarrant, p. 177.
33. ↑  Tarrant, p. 188.
34. ↑  Halpern, p 327.
35. ↑  Campbell, p. 336.
36. ↑  Tarrant, p. 298.
37. ↑  Massie, p. 682.
38. ↑  Massie, p. 683.
39. ↑  Halpern, p. 213.
40. ↑  Halpern, pp. 214-215.
41. ↑  Halpern, p. 215.
42. 1 2 3 4 5 6 7  Staff, p. 31.
43. ↑  Halpern, p. 215.
44. ↑  Halpern, p. 218.
45. 1 2 3  Halpern, p. 219.
46. ↑  Tarrant, pp. 280-281.
47. ↑  Massie, p. 775.
48. ↑  Tarrant, pp. 281-282.
49. ↑  Tarrant, p. 282.
50. 1 2  Herwig, p. 256.
51. ↑  Herwig, pp. 254-255.
52. ↑  Herwig, p. 255.
53. ↑  van der Vat, p. 129.
54. ↑  MacDonald, pp. 73-75.